# 阿萊恩斯 (密蘇里州)
阿萊恩斯（英語：Alliance）是位於美國密蘇里州波林格縣的非建制地區。

## 歷史
阿萊恩斯的郵局於1889年設立，其後於1953年停運。

## 地理
阿萊恩斯所處的海拔為高於海平面212米（即696英呎），而該地所採用的時區為UTC-6，即北美中部時區（CST）。同時該地設有夏令時間，為UTC-6調快一小時，即UTC-5（CDT）。